# Ностиц, Иван Григорьевич
Граф Иван Григорьевич Ностиц (1824—1905) — генерал-лейтенант, участник Кавказской войны, выдающийся фотограф-любитель.

## Биография
Происходил из русской ветви чешско-силезского рода Ностицев. Сын генерал-адъютанта Григория Ивановича Ностица, родился 3 января 1824 года.
15 января 1861 года женился на дочери знаменитого пушкинского соперника и искусителя А. Н. Раевского — Александре (1839—16.07.1863), умерла от чахотки в Баден-Бадене. В браке имел сына Григория. В чине генерал-майора, он во время Первой мировой войны, занимал должность начальника штаба Гвардейского корпуса.

## Служба
Образование получил в Пажеском корпусе, из которого был выпущен 5 августа 1841 года корнетом в лейб-гвардии Конный полк; в 1846 году произведён в штабс-ротмистры и 11 апреля 1848 года в ротмистры. 19 августа 1852 года уволен в бессрочный отпуск, однако с началом Восточной войны явился в строй и находился в составе войск, назначенных для обороны побережья Финского залива от возможной высадки англо-французских войск, в 1855 году за отличие получил чин полковника.
9 октября 1857 года Ностиц был назначен на Кавказ, где командуя Нижегородским драгунским полком, неоднократно принимал участие в походах против горцев. В 1859 году награждён орденом св. Анны 2-й степени с мечами и 20 сентября того же года — орденом св. Георгия 4-й степени (№ 10163 по кавалерскому списку Григоровича — Степанова)
Командуя отдельным отрядом на правом берегу р. Хулхулая, он сделал 10-го апреля набег (с тринадцатью ротами пехоты, двумя дивизионами драгун, тремя сотнями казаков, тремя конными орудиями и шестью сотнями чеченской милиции) на хутора Назир и Дольце, разбил при этом случае весьма значительный сбор наиба Османа, состоявший из нескольких сот тавлинцев, и отбил у неприятеля с боя одно полевое орудие (1/4-пудовый единорог) и три значка.
17 апреля 1860 года пожалован званием флигель-адъютанта.
за успешные действия против польских повстанцев 20 января 1863 года Ностиц был произведён в генерал-майоры и через шесть дней зачислен в Свиту Его Величества,награждён орденом св. Владимира 3-й степени с мечами. 
см Рогинский, Роман
В том же году был также назначен состоять при Кавказской армии,  Продолжая свою службу на Кавказе он за боевые отличия был удостоен орденов св. Станислава 1-й степени (в 1865 году) и св. Анны 1-й степени с мечами (в 1867 году, а императорская корона к этому ордену пожалована в 1870 году).
Произведённый 30 августа 1873 года в генерал-лейтенанты, Ностиц с 1 сентября 1882 года был зачислен по армейской кавалерии и 4 февраля 1883 года — в запасные войска, в январе 1889 года окончательно вышел в отставку.
В начале 1890-х приобретя в Ялте, в районе Ломоносовского бульвара (ныне — улица Ломоносова) большой участок земли выстроил на нём собственный дом, сохранившийся до настоящего времени
Скончался 4 марта 1905 года в Москве. Похоронен в в имении Васильевне, Екатеринославской губении.

## Фотографии
В Чир-Юрте в сентябре 1859 года Ностиц сделал первую фотографию взятого в плен имама Чечни и Дагестана Шамиля. Деньги от продажи отпечатков портрета Шамиля граф направил в пользу раненых чинов, вдов и сирот Нижегородского полка.
После назначения в Свиту снимает Царскую семью.
Совершил несколько путешествий по Индии для проведения фотосъемок.
Действительный член 5-го отдела ИРТО (Императорское Русское техническое общество). Участник-экспонент большинства фотографических выставок в обеих столицах. Представил более 30 работ на фотовыставке в Одессе в 1890 году (виды Москвы, Севастополя, Ялты, морские суда). Особо отмечалось, что все фотографии были неретушированы..
В 1896 г. издал альбом «Светопись графа Ностица», куда поместил свои фотографии членов Императорской фамилии, видов Москвы и Ялты.